# Phrontis tiarula
Phrontis tiarula is een slakkensoort uit de familie van de Nassariidae. De wetenschappelijke naam van de soort werd in 1841 voor het eerst geldig gepubliceerd door Kiener.